# John Hedgecoe
John Hedgecoe (Brentford, 24 maart 1932 - 3 juni 2010) was een Britse fotograaf die tientallen boeken over fotografie schreef en veel prijzen won.

## Loopbaan
Op zijn 14e verjaardag kreeg hij zijn eerste camera. Tijdens zijn militaire dienstplicht deed hij mee aan de luchtfotografie die de bomschade van de oorlog moest vastleggen.
Vanaf 1957 was hij ingeschreven aan de Guildford School of Art en studeerde daar onder de baanbrekende fotografen Joy en Ifor Thomas. Bijzonder aan dit echtpaar was dat zij het gebruik van kleinbeeld-camera's afkeurden. In plaats daarvan werden de studenten aangemoedigd om hun onderwerpen op te stellen voor grote technische camera's.
Veel van zijn vrije tijd besteedde Hedgecoe aan zijn eigen fotoshoots. Hij experimenteerde met kleur en publiceerde zijn werk waar hij maar kon. Zoals Amateur Photographer of het society magazine Queen, waarvoor hij werkte van 1957 tot 1972. Hij beschouwde dit magazine als grote opstap naar andere freelance werken.
Voorts had hij publicaties in de The Sunday Times, The Observer, The Daily Telegraph en tijdschriften als Vogue en Life.
Aan de Royal College of Art richtte hij in 1965 de afdeling fotografie op, alwaar hij van 1975-1994 hoogleraar was en daarna professor emeritus tot aan zijn dood. Zijn foto's behoren tot de permanente collecties van het New York Museum of Modern Art en het Londense National Portrait Gallery .
Ook reclame opdrachten behoorde tot zijn freelance werk.
Enkele belangrijke boeken die hij publiceerde zijn,
- The Art of Colour Photography (1978). In het Nederlands uitgebracht onder de titel Elseviers grote Boek van de Kleurenfotografie.
- Aesthetics of Nude Photography (1984)
- Practical Portrait Photography (1987)
- How to Take Great Vacation Photography (2003)
- The Art of Digital Photography (2006).

## Stijl
Het repertoire van Hedgecoe is zeer breed, maar vooral bekend om het portretteren van kunstenaars, schrijvers, musici en politici waaronder Henry Moore, Francis Bacon, Ted Hughes , David Hockney, John Betjeman, Agatha Christie, Igor Stravinsky, Winston Churchill en Stephen Hawking. Karakter en bezieling van de geportretteerden komen met zijn artistieke stijl sterk naar voren.

## Postzegel
De profiel afbeelding van koningin Elizabeth II op postzegels, is door hem in juni 1967 gemaakt. Na het maken van het profielshot is deze door de bekende stempelmaker Arnold Machin gebruikt om er een gipsen beeld van te maken. Deze gipsen versie werd vervolgens weer door Hedgecoe gefotografeerd voor de postzegel zoals dat nu bij velen bekend is als Type Machin. Omdat er inmiddels meer dan 200 miljard van zijn verkocht is deze de meest gereproduceerde beeltenis ter de wereld.

## Privé
Hij ontmoet in 1957 -zijn eerste jaar op Guildford- Julia Mardon, met wie hij in 1960 trouwde. Julia was overigens de vriendin van Mary, de dochter van Henry Moore. In 1995 zijn John en Julia gescheiden. Zij hadden samen drie kinderen.
In 2001 trouwde hij met Jenny Hogg, die hij had ontmoet bij het Queen magazine.
John Hedgecoe stierf aan kanker op 78-jarige leeftijd,